# Меркиш-Буххольц
Ме́ркиш-Бу́ххольц (нем. Märkisch Buchholz) — город в Германии, в земле Бранденбург.
Входит в состав района Даме-Шпревальд. Подчиняется управлению Шенкенлендхен. Население составляет 780 человек (на 31 декабря 2010 года). Занимает площадь 25,00 км². Официальный код — 12 0 61 328.
Город подразделяется на 3 городских района.
| Год  | Население |
| ---- | --------- |
| 2005 | 840       |
| 2010 | 793       |

- Улица
- Церковь
- Fühmann-Begegnungsstätte